# Агент 355

Агент 355. Иллюстрация из выпуска Harper's Weekly 1863 года

«Агент 355» (англ. Agent 355; ум. после 1780) — кодовое имя шпионки, действовашей во времена Американской революции, части шпионского кольца Калпера. Агент 355 была одним из первых шпионов в США, её настоящая личность неизвестна. Номер 355 может быть расшифрован из кодовой системы, использовавшейся в кольце Калпера, как «леди».

## Биография
Единственное прямое упоминание Агента 355 в посланиях кольца Калпера (1778—1780) появляется в письме Абрахама Вудхалла («Сэмюэл Калпер-старший») генералу Джорджу Вашингтону, где Вудхалл описывает её как «тот, кто когда-либо служил этой корреспонденции».
Истинная личность агента 355 остаётся неизвестной, но некоторые факты о ней кажутся ясными. Она работала с американскими патриотами во время войны за независимость в качестве шпионки и, вероятно, была завербована Вудхаллом в шпионскую сеть. То, как построен код, указывает на то, что она могла иметь «некоторую степень социальной известности». Скорее всего, в то время она жила в Нью-Йорке, и в какой-то момент имела контакт с майором Джоном Андре и Бенедиктом Арнольдом. Одним человеком, который был назван возможной личностью агента 355, была Анна Стронг, соседка Вудхалла. Стронг якобы помогала кольцу Калпера, сигнализируя его членам о местонахождении Калеба Брюстера, который совершал набеги на британские грузы на своём вельботе в проливе Лонг-Айленд после того, как Стронг давала ему необходимую информацию.
Другая теория состоит в том, что агент 355 мог быть гражданской женой Роберта Таунсенда. В рассказах о Таунсенде говорится, что тот был влюблён в агента 355. Джон Берк и Андреа Мейер выдвинули другую версию о причастности агента 355 к шпионской сети, используя косвенные доказательства того, что она могла быть близка с майором британской армии Джоном Андре, а также с Бенджамином Талмэджем, тем самым защищая Вудхалла от обвинений в шпионаже. Среди других возможных кандидатов, скрывавшихся под кодовым именем агент 355, — это Сара Хортон Таунсенд и Элизабет Бургин.
Также иногда высказывается мнение, что Агента 355 не было вообще, а код скорее указывал на женщину, которая располагала полезной информацией, но не была «формально связана с кольцом». Сам код мог относиться просто к «женщине», а не «агенту-женщине».
Считается, что агент 355 сыграл важную роль в разоблачении Бенедикта Арнольда как перебежчика и в аресте Андре, повешенного в Таппане, штат Нью-Йорк. Возможно, она была членом известной семьи лоялистов, что обеспечивало бы ей лёгкий доступ к британским командирам
Агент 355 был арестован в 1780 году, когда Бенедикт Арнольд перешёл на сторону лоялистов. Она была заключена в тюрьму на корабле-тюрьме HMS Jersey, где, возможно, родила мальчика по имени Роберт Таунсенд-младший. Позже она умерла на тюремном корабле. Однако Александр Роуз не согласен с этим рассказом, заявляя, что «женщин не содержали на борту тюремных кораблей» и что «нет никаких записей о рождении». Подтверждение того, что агентом 355 могла быть Анна Стронг — тот факт, что муж Анны, Села Стронг, был заключён в тюрьму на HMS Jersey, и ей якобы разрешили приносить ему продукты. Её присутствие на корабле, возможно, и привело к легенде о том, что агент 355 сама была заключена там.